# Секции СХИ (Саратов)
Секции СХИ — жилой комплекс из общежитий в Саратове на улице Планерной, имеющий собственный адрес «Секции СХИ № …».

## Описание
Комплекс состоит из четырёх одинаковых кирпичных четырёхэтажных общежитий с жестяной кровлей и деревянными перекрытиями. 
Здания окрашены с чередованием: первая и третья секции — синего (голубого) цвета, вторая и четвёртая — красного (алого) цвета. Промежутки стен между окнами у всех зданий окрашены в жёлтый (бежевый) цвет. Точное определение оригинального цвета затруднительно, из-за большого износа зданий. 
Комплекс расположен под углом к улице Планерной, отгорожен от неё гаражами.
Здания построены в стиле конструктивизма, планировка — коридорная, вполне обычная для общежитий. Каждое здание имеет одну лестницу. На каждом этаже есть один коридор, связывающий 21 малую жилую комнату (одно окно), общую кухню и санузел. 
На 2—4 этажах в закруглённом объёме здания располагается по 1 большой жилой комнате с 4 окнами. Вероятно, это бывшая рекреация, подвергшаяся переделке в жилое помещение.

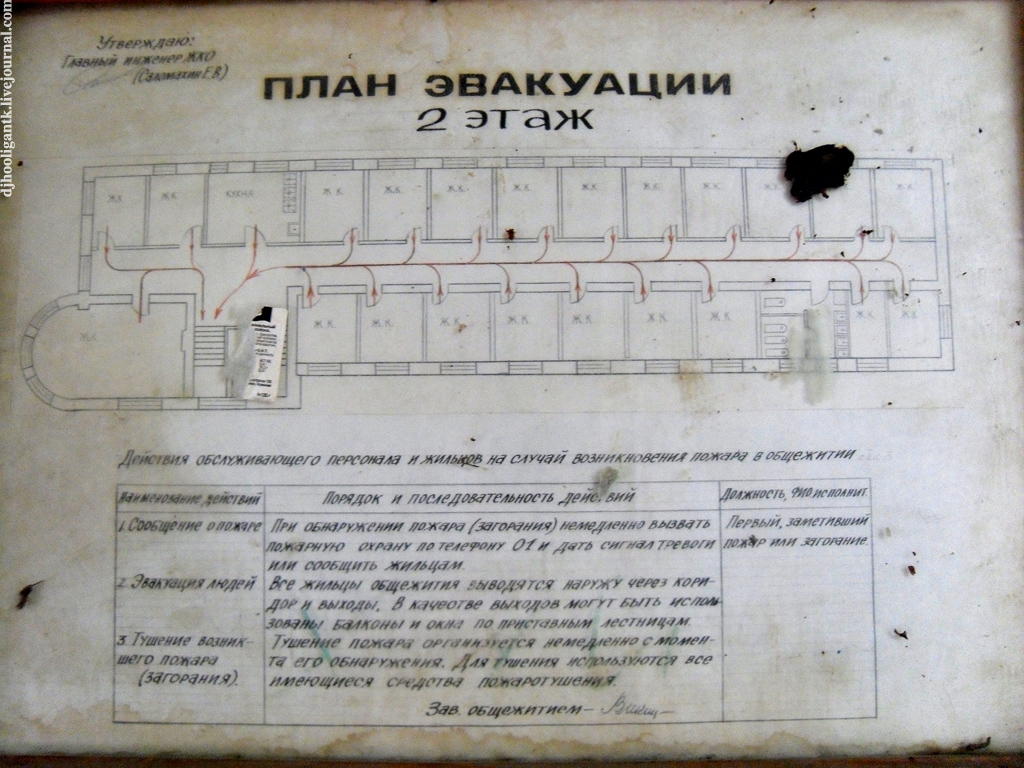
План 2 этажа, остальные аналогичны

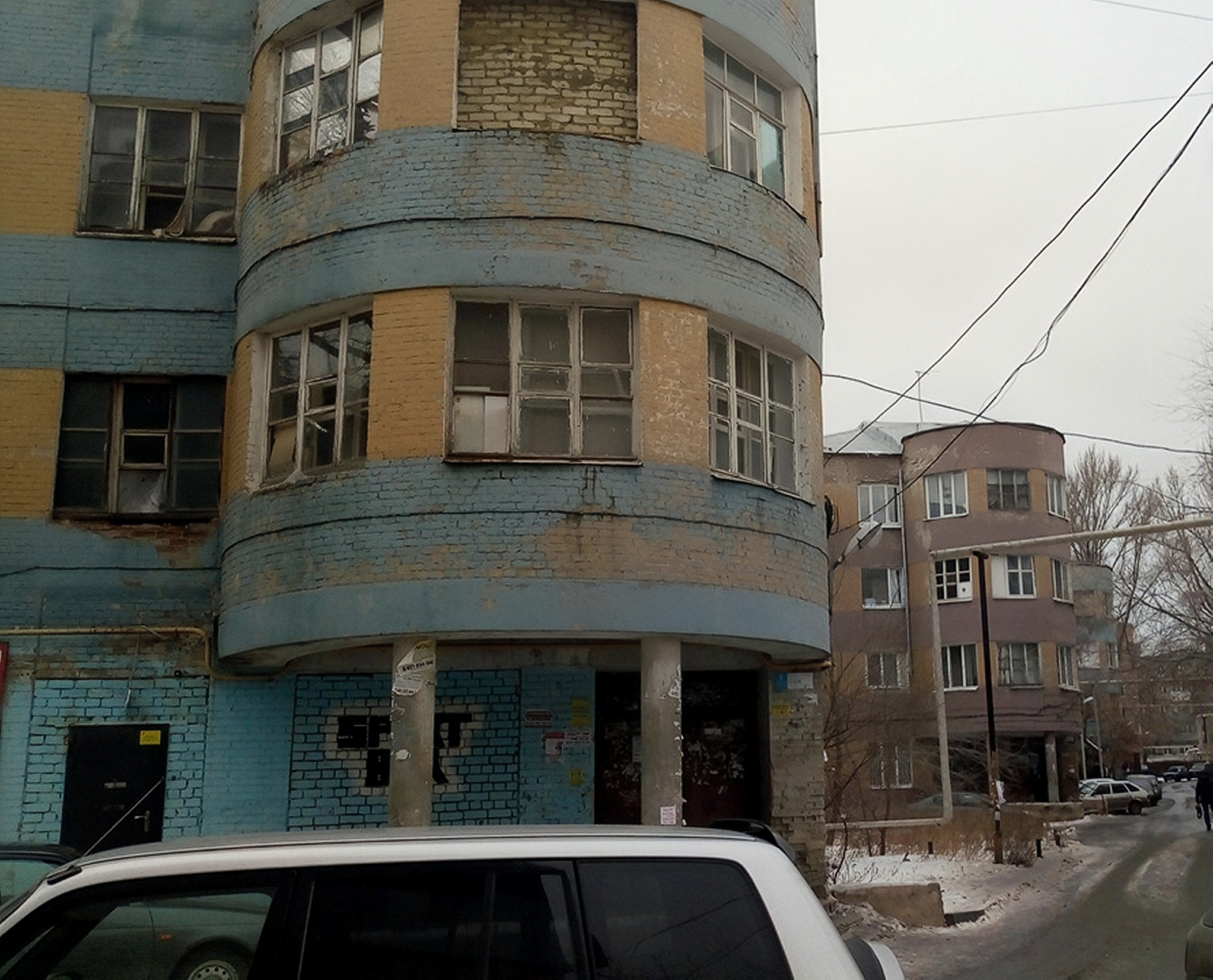
Секции СХИ в январе 2020 года

Почтовый индекс объекта — 410010.

## История
Здания построены в 1932 году как общежития для студентов Сельскохозяйственного института имени И. В. Сталина, корпус которого был выстроен неподалёку. В годы войны в здание СХИ въехал завод, да так там и остался (ныне ПО «Корпус»), а общежития стали заселять людьми, не имеющими отношения к сельскохозяйственному институту.
В военные годы в Секциях происходили занятия школы № 24, поскольку в школьном здании расположился эвакогоспиталь.
В 2018 году подписано постановление о признании Секции № 2 аварийной.
В ночь с 30 на 31 декабря 2022 года в Секции № 3 произошёл пожар, сгорела кровля на площади около 200 м².